# San Francisco Deltas
Die San Francisco Deltas waren ein US-amerikanisches Fußball-Franchise aus San Francisco. Es wurde 2016 gegründet und nahm 2017 erstmals am Spielbetrieb teil. Die San Francisco Deltas spielten in der zweitklassigen North American Soccer League und trugen ihre Heimspiele im Kezar Stadium aus.

## Geschichte
Im Gegensatz zum in Europa üblichen Vereinsfußball ist der Profifußball analog zu vielen anderen Sportarten in Nordamerika in Sportfranchises organisiert und daher eher mit Unternehmen als mit Vereinen vergleichbar. Sie werden von Eigentümern gegründet und auf Antrag in eine entsprechende Profiliga aufgenommen. Eine Auf- und Abstiegsregelung gibt es nicht.
Die San Francisco Deltas gehören einer Investorengruppe aus Unternehmen im Silicon Valley und weiteren Investoren, welche vorwiegend aus Brasilien stammen. Unternehmerisch geführt wird das Franchise vom CEO Brian Andrés Helmick. Die Unternehmensstruktur ist erfolgreichen Start-Ups des Silicon Valley entlehnt. Der Namensbestandteil Delta soll auf Veränderungen und Neuheiten hinweisen.
Das Franchise wurde im Jahr 2016 gegründet und ein Teilnahmeplatz in der North American Soccer League (NASL) zur Saison 2017 gewährt.
Am 25. März 2017 bestritt das Team das erste Spiel der Franchise-Geschichte. Das Spiel gegen Indy Eleven endete 1:1 unentschieden, das erste Tor der Klubgeschichte erzielte Kyle Bekker.
Am 12. November 2017 gewannen die Deltas mit einem 2:0-Sieg gegen New York Cosmos die NASL-Meisterschaft (NASL Championship).
Nach der Debütsaison 2017 und dem Sieg der NASL-Meisterschaft (NASL Championship) wurde der Club am 24. November 2017 mit sofortiger Wirkung aufgelöst. Als Grund hierfür wurden Zweifel an der Zukunftsfähigkeit des Teams sowie wiederholte Unsicherheiten genannt, welche der NASL durch den US-Fußballverband aufgezwungen würden.

## Stadion

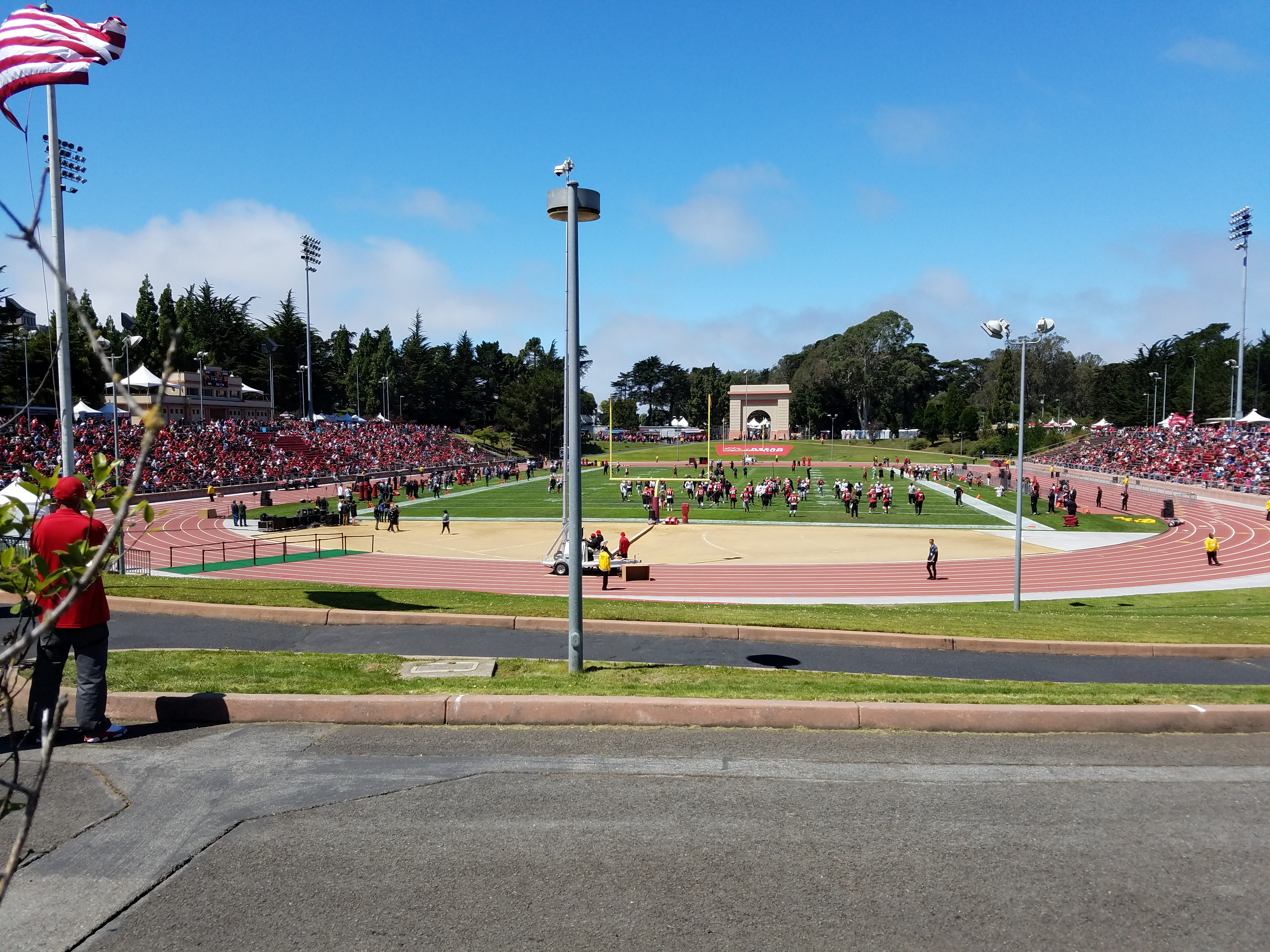
Kezar Stadium (hier während eines Football-Testspiels der San Francisco 49ers)

Die San Francisco Deltas trugen ihre Heimspiele im Kezar Stadium aus. Das Stadion wurde bereits im Jahr 1925 eröffnet und zwischen 1989 und 1990 vollständig renoviert. Die Stadionkapazität beträgt 10.000 Zuschauer.

## Spieler- und Trainerkader
Das Team wurde aus Spielern der Major League Soccer und von niederklassigen Teams zusammengesetzt. Erster und einziger Trainer der San Francisco Deltas war der Kanadier Marc Dos Santos. Auch der Spielerkader bestand aus auffällig vielen Kanadiern.

## Statistik

### Die meisten Tore
|   | Name              | Jahre | NASL | Play-Offs | US Open Cup | Gesamt |
| - | ----------------- | ----- | ---- | --------- | ----------- | ------ |
| 1 | Tom Heinemann     | 2017  | 9    | 1         | 2           | 12     |
| 2 | Pablo Dyego       | 2017  | 6    | 0         | 0           | 6      |
| 3 | Devon Sandoval    | 2017  | 4    | 1         | 0           | 5      |
| 4 | Kyle Bekker       | 2017  | 3    | 0         | 4           | 4      |
| 5 | Reiner            | 2017  | 2    | 0         | 1           | 3      |
| 5 | Bryan Burke       | 2017  | 3    | 0         | 0           | 3      |
| 5 | Dagoberto         | 2017  | 3    | 0         | 0           | 3      |
| 8 | Cristian Portilla | 2017  | 2    | 0         | 0           | 2      |
| 8 | Patrick Hopkins   | 2017  | 2    | 0         | 0           | 2      |
| 8 | Kenny Teijsse     | 2017  | 2    | 0         | 0           | 2      |

### Die meisten Einsätze
|   | Name             | Jahre | NASL | Play-Offs | US Open Cup | Gesamt |
| - | ---------------- | ----- | ---- | --------- | ----------- | ------ |
| 1 | Reiner           | 2017  | 31   | 2         | 3           | 36     |
| 2 | Tyler Gibson     | 2017  | 30   | 2         | 3           | 35     |
| 3 | Tom Heinemann    | 2017  | 29   | 2         | 3           | 34     |
| 4 | Kyle Bekker      | 2017  | 28   | 2         | 3           | 33     |
| 4 | Romuald Peiser   | 2017  | 31   | 2         | 0           | 33     |
| 6 | Devon Sandoval   | 2017  | 28   | 2         | 2           | 32     |
| 7 | Michael Stephens | 2017  | 26   | 2         | 3           | 31     |
| 8 | Pablo Dyego      | 2017  | 27   | 2         | 1           | 30     |
| 9 | Jackson          | 2017  | 22   | 2         | 2           | 26     |
| 9 | Karl Ouimette    | 2017  | 23   | 2         | 1           | 26     |